# العركوب الصفصفة (العركوب)
العركوب الصفصفة هو دُوَّار يقع بجماعة رأس عين الرحامنة، إقليم الرحامنة، جهة مراكش آسفي في المملكة المغربية. ينتمي الدوّار لمشيخة العركوب التي تضم 13 دوار. يقدر عدد سكانه بـ 606 نسمة حسب الإحصاء الرسمي للسكان والسكنى لسنة 2004.

## روابط خارجية
- البوابة الوطنية للجماعات الترابية
- المندوبية السامية للتخطيط